# Dassault Mirage 50
Il Dassault Mirage 50 è un caccia multiruolo, derivato dal Mirage 5, costruito dall'azienda francese Dassault Aviation durante gli anni settanta.
Il Mirage 50 non ebbe lo stesso successo commerciale del suo predecessore Mirage 5.

## Storia
Alla fine degli anni settanta, la Dassault Aviation stava sviluppando una versione migliorata del Mirage 5, il Mirage 50. Equipaggiato con il più potente Snecma Atar 9K-50 da 7 200 kg di spinta (maggiore di circa il 15%) già installato sul Mirage F1, è dotato di un'avionica aggiornata, con un sistema di navigazione inerziale. Inoltre, opzionalmente i Mirage 50 possono essere equipaggiati con il radar Cyrano IV Mirage f1 o col radar Agave di cui è dotato il Super Etendard.
Il prototipo ha fatto il suo primo volo il 15 maggio 1979. Il Mirage 50, però, non ha avuto successo, con 24 esemplari costruiti, per via della concorrenza sia interna del Dassault Mirage F1, sia esterna, dell'General Dynamics F-16 Fighting Falcon.
Solo  Cile e Venezuela sono gli acquirenti del Mirage 50, una macchina interessante in quanto rimotorizzata con l'Atar 9K-50 del Dassault Mirage F1, con 1 000 kg di spinta in più, opzioni per radar come il Cyrano IV o l'Agave.

## Versioni
- Mirage 50
  - Mirage 50C - versione da esportazione per il Cile, 6 esemplari costruiti nuovi.
  - Mirage 50FC - Mirage 5F rimotorizzati il motore Atar 9k-50, 8 esemplari costruiti nuovi per il Cile.
  - Mirage 50DC -  versione da addestramento biposto, 3 esemplari costruiti nuovi per il Cile.
  - Mirage 50CN Pantera - versione aggiornata, upgrade dalle versioni 50C e 50FC per il Cile.
  - Mirage 50EV - aggiornamento dei Mirage 5V in forza al Venezuela, più 6 esemplari costruiti nuovi.
  - Mirage 50DV - aggiornamento dei Mirage 5DV in forza al Venezuela, più 1 esemplare costruito nuovo.

## Utilizzatori
Cile
Fuerza Aérea de Chile (17, dismessi)
6 Mirage 50C
8 Mirage 50FC
3 Mirage 50DC
 Venezuela
Aviación Militar Venezolana (7, dismessi)
6 Mirage 50EV
1 Mirage 50DV